# Донченко Лариса Михайлівна
Донченко Лариса Михайлівна — декан природничо-географічного факультету; кандидат географічних наук, доцент.

## Біографія
Народилась 7 серпня в 1966 році, м. Мелітополь Запорізька область. Проживає в Запорізькій обл., м. Мелітополь, вул. Курчатова, буд. 27. Має повну вищу освіту — Мелітопольський державний педагогічний інститут, 1994 рік; Запорізький інститут державного та муніципального управління, 2007 рік.
Донченко Лариса Михайлівна працює в Мелітопольському державному педагогічному університеті з 1988 року. За період викладацької діяльності працювала на посадах асистента, старшого викладача кафедри економічної та соціальної географії і методики викладання географії, доцента кафедри економіки та менеджменту.
Впродовж 2005-2013 рр. виконувала обов'язки декана економічного факультету, докладала чимало зусиль для організації навчально-виховного процесу, підвищення його якості, акредитації та ліцензування нових напрямів підготовки та спеціальностей.
Із вересня 2007 року і по теперішній час очолює кафедру менеджменту і туристичної індустрії.
Протягом своєї науково-педагогічної діяльності Донченко Лариса Михайлівна зарекомендувала себе як висококваліфікований фахівець, сумлінний і творчий працівник, котрий постійно підвищує свій професійний рівень, вдало і плідно поєднує керівництво кафедрою, факультетом із викладацькою роботою.

## Наукова діяльність
Донченко Лариса Михайлівна є автором понад 50 наукових праць і навчально-методичних розробок для практичних і самостійних робіт студентів, активним учасником багатьох міжнародних і всеукраїнських науково-практичних конференцій. Результати її дослідження впроваджуються в навчальний процес не тільки Мелітопольського державного педагогічного університету, а й Національного педагогічного університету ім. М. П. Драгоманова (м. Київ).
Коло наукових інтересів Лариси Михайлівни — вирішення проблем територіальної організації приморської рекреаційної системи розселення. В основі методики її наукових досліджень — комплексний системно-структурний аналіз Запорізького Приазов'я, економіко-географічне, логіко-гносеологічне та картографічне моделювання приморської рекреаційної системи розселення.
Протягом своєї педагогічної діяльності Донченко Лариса Михайлівна розробила й оформила для студентів денної, заочної форми навчання та відділення магістратури навчально-методичні комплекси, наскрізні програми з практик і методичне забезпечення до них. Є керівником наукового студентського гуртка «Менеджер». Під її керівництвом успішно проходять захисти курсових, дипломних і магістерських робіт.
Під час читання лекцій використовує новітні дані з наукових досягнень у галузі географії та економіки. На практичних заняттях, поряд із традиційними методами, втілює прогресивні та інноваційні прийоми роботи, що позитивно впливає на якість знань студентів. Бере активну участь в обміні педагогічним досвідом.

## Досягнення
- Почесна грамота Міністерства освіти і науки України (24.09.2008 р., № 132948),

- За успіхи в професійній діяльності, сумлінне виконання службових обов'язків та плідну науково-дослідну діяльність Донченко Лариса Михайлівнанеодноразово заохочувалася грошовою премією ректорату університету.

- Почесна грамота Управління освіти і науки Запорізької обласної державної адміністрації (15.09.2008 р.)